# اگروفوی-سور-من
اِگرُفوی-سور-مِن (به فرانسوی: Aigrefeuille-sur-Maine) یک کمون در فرانسه است که در دپارتمان لوآر-آتلانتیک واقع شده‌است.

## خصوصیات
اِگرُفوی-سور-مِن ۱۴٫۵۸ کیلومترمربع مساحت و ۳٬۱۲۴ نفر جمعیت دارد.